# Kościół Narodzenia Najświętszej Maryi Panny w Zielinie
Kościół pw. Narodzenia NMP w Zielinie – kościół parafialny parafii Narodzenia Najświętszej Marii Panny w Zielinie.

## Opis
Budowla salowa z ciosów granitowych na rzucie wydłużonego prostokąta, bez chóru, z barokową wieżą z 1704 r. Portal zachodni ostrołukowy, 3-uskokowy, od południa ślady zamurowanego portalu z uskokami. W ścianie wschodniej 3 otwory okienne smukłe, ostrołukowe (środkowe zamurowane). W XVIII w. otwory te zostały przemurowane i poszerzone. Wymiary: wnętrze nawy 22 × 9.3 m, grubość ścian bocznych 1.4 m, grubość ścian szczytowych 1.7 m.
W wieży kościelnej znajdują się dzwony:
- z 1592 r., chojeński ludwisarz Daniel Schukar, średnica 0,85 m[2][3], z inskrypcją "Durch das Feuer floß ich, Daniel Schukar goß mich, der Segen Gottes sei mit Euch! Anno 1592"[4] (przez ogień przepłynąłem, Daniel Schukar mnie odlał, niech błogosławieństwo boskie będzie ze mną); górną część płaszcza dekoruje fryz w postaci przeplecionej wici roślinnej, charakterystyczny również w dziełach innych mistrzów tego okresu
- dwa stalowe z lat 20. XX w., firmy Ulrich & Weule[5] z Bockenem (firma J. F. Weule współpracująca z odlewnią Ulrich z Apoldy)

Wyposażenie: trójkondygnacyjny barokowy ołtarz z 1614 r. rzeźbiony w drewnie (obecne obrazy i gipsowe rzeźby bez wartości artystycznej zostały umieszczone w latach 50. XX w.); ambona z 1692 r.; prospekt organowy; strop modrzewiowy z 1983 r.; witraże autorstwa Ireny Kisielewskiej ze Szczecina z 1984 r.

## Historia
Zbudowany w 2. poł. XIII w. (na co wskazuje staranne opracowanie kwadr, ich regularny kształt w poziomych warstwach przy jednoczesnej ostrej formie łuków okien ściany wschodniej), z kostki granitowej, pierwotnie bez wieży. W 1704 r. dobudowano barokową wieżę z cegły. W końcu XIX w. remont kościoła, którego zakres nie jest znany (prawdopodobnie renowacji poddano ołtarz, wzmocniono konstrukcje retabulum).
Podczas II wojny światowej zniszczeniu uległ mur okalający kościół, odbudowany w 1961 r. W tym samym roku rozpoczęto likwidację niemieckiego cmentarza znajdującego się na placu kościelnym. W 1963 r. położono posadzkę. W 1983 r. wykonano strop modrzewiowy, w 1984 r. zamontowano witraże autorstwa Ireny Kisielewskiej ze Szczecina. Renowacja ołtarza w 1994 r. wykonana przez Pracownię Konserwacji i Restauracji Dzieł Sztuki mgr Tadeusza Makulca ze Szczecina, na zlecenie Wojewódzkiego konserwatora Zabytków w Szczecinie.

## Cmentarz komunalny
Położony we wschodniej części wsi, po północnej stronie drogi, o regularnym kształcie, przedzielony niewielkim ciekiem wodnym. Założony po 1945 r.